# 25 Pułk Zmechanizowany

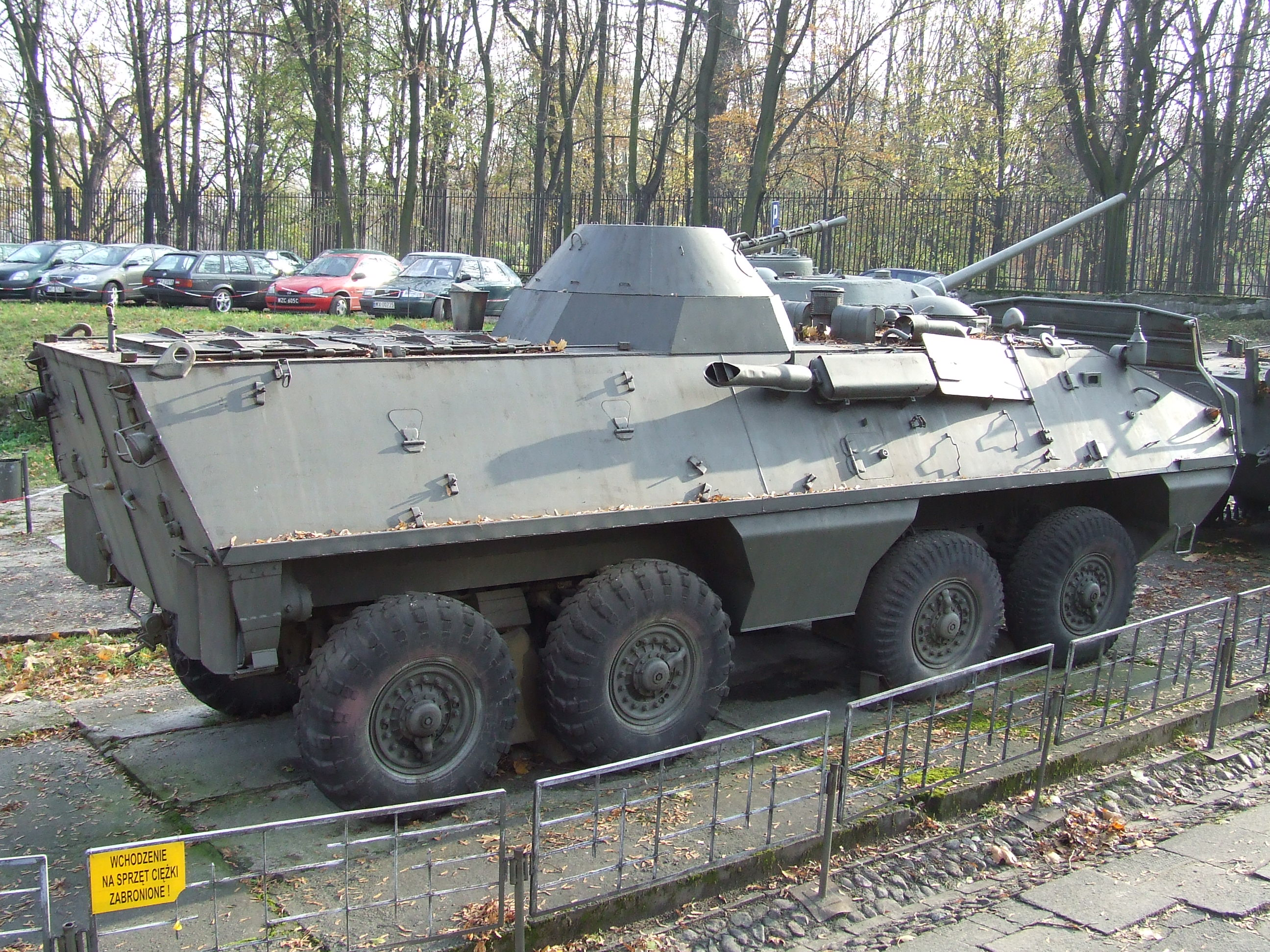
Podstawowy transporter pułku SKOT 2A

25 Nyski pułk zmechanizowany (25 pz) – oddział Wojsk Zmechanizowanych Sił Zbrojnych PRL.

## Historia pułku
30 września 1967  40 pułk zmechanizowany przejął dziedzictwo tradycji 25 pułku piechoty i został przemianowany na 25 pułk zmechanizowany. Jednocześnie dzień 16 kwietnia został ustanowiony świętem pułku.
Pułk wchodził w skład 10 Sudeckiej Dywizji Pancernej im. Bohaterów Armii Radzieckiej. Stacjonował w garnizonie Opole.
4 października 1973 pułk otrzymał nazwę wyróżniającą „Nyski”.

W grudniu 1981 stan ewidencyjny pułku liczył 1430 żołnierzy (około 65% stanu etatowego „W”). 16 grudnia 1981 roku, w Katowicach, wydzielone siły pułku prowadziły działania „odblokowujące” KWK „Wujek”. 
12 września 1991 pułk utracił prawo do nazwy wyróżniającej.
W 1990 roddział został przeniesiony do garnizonu Gliwice. W 2001 roku pułk został rozformowany. Na jego bazie powstała 23 Śląska Brygada Obrony Terytorialnej.

## Struktura (lata 80. XX w.)
- Dowództwo i sztab
  - 3 x bataliony zmechanizowane
    - 3 x kompanie zmechanizowane
    - bateria moździerzy 120mm
    - pluton plot
    - pluton łączności

  - batalion czołgów
    - 3 kompanie czołgów
    - pluton łączności

  - kompania rozpoznawcza
  - bateria haubic 122mm
  - bateria ppanc
  - kompania saperów
  - bateria plot
  - kompania łączności
  - kompania zaopatrzenia
  - kompania remontowa
  - kompania medyczna
  - pluton chemiczny
  - pluton ochrony i regulacji ruchu

## Żołnierze pułku
Dowódcy pułku
- mjr / ppłk dypl. Jan Kuriata (od 1972)
- mjr dypl. Zdzisław Wijas (od 1975? – 1979)
- mjr / ppłk dypl. Zygmunt Pytko (6 VIII 1979 – 20 VIII 1983)
- mjr dypl. Waldemar Bryłka
- mjr dypl. Zbigniew Cieślik
- mjr dypl. Jan Doliński
- ppłk. dypl. Jerzy Baranowski
- ppłk dypl. Jan Szydłowski

## Przekształcenia
1. 40 pułk piechoty → 40 zmotoryzowany pułk piechoty → 40 pułk zmechanizowany[a] → 25 pułk zmechanizowany → 23 Śląska Brygada Obrony Terytorialnej → 19 batalion Obrony Terytorialnej → Oddział specjalny Żandarmerii Wojskowej → Jednostka Wojskowa AGAT
2. 25 pułk piechoty (LWP)↘ rozformowany w 1949